# Tour du Portugal
Le Tour du Portugal (Volta a Portugal Santander en portugais) est une course cycliste à étapes disputée au Portugal généralement en août. Avec ses 11 étapes, il s'agit de la plus longue course professionnelle par étapes après les trois grands tours (estivaux).
Les étapes sont réparties entre étapes de plaines, accidentées et de montagne.

## Palmarès
Les vainqueurs des éditions 2017, 2018 et 2021 ont été déclassés après des affaires de dopage. L'Union cycliste internationale a réattribué la première place en 2017 et 2018 à Amaro Antunes et Joni Brandão, bien que la Fédération portugaise de cyclisme n'ait jamais confirmé ces résultats.
| Année                                                         | Vainqueur                    | Deuxième                     | Troisième                 |
| ------------------------------------------------------------- | ---------------------------- | ---------------------------- | ------------------------- |
| 1927                                                          | Augusto de Carvalho          | Manuel Nunes De Abreu        | Quirino De Oliveira       |
| 1928-1930 Non disputé                                         |                              |                              |                           |
| 1931                                                          | José Maria Nicolau           | Alfredo Trindade             | João Francisco            |
| 1932                                                          | Alfredo Trindade             | José Maria Nicolau           | Carlos Domingos Leal      |
| 1933                                                          | Alfredo Trindade             | Ezequiel Lino                | César Luís                |
| 1934                                                          | José Maria Nicolau           | Ezequiel Lino                | Adelino Aguiar da Cunha   |
| 1935                                                          | César Luís                   | José Marquez                 | Filipe Moreira de Melo    |
| 1936-1937 Non disputé                                         |                              |                              |                           |
| 1938                                                          | José Albuquerque             | Filipe Moreira de Melo       | José Neves                |
| 1939                                                          | Joaquim Fernandes            | António Bartolomeu           | Joaquim Martins De Aguiar |
| 1940                                                          | José Albuquerque             | Joaquim Martins De Aguiar    | Adelino Aguiar da Cunha   |
| 1941                                                          | Francisco Inácio             | José Martins                 | José Aniceto Bruno        |
| 1942-1945 Non disputé en raison de la Seconde Guerre mondiale |                              |                              |                           |
| 1946                                                          | José Martins                 | Fernando Moreira             | João Rebelo               |
| 1947                                                          | José Martins                 | João Rebelo                  | Império Dos Santos        |
| 1948                                                          | Fernando Moreira             | Emilio Rodríguez             | João Rebelo               |
| 1949                                                          | Dias dos Santos              | Attilio Lambertini           | Joaquim Gonçalves De Sá   |
| 1950                                                          | Dias dos Santos              | Mario Fazio                  | Moreira de Sá             |
| 1951                                                          | Alves Barbosa                | Manuel Rodríguez             | Emilio Rodríguez          |
| 1952                                                          | Moreira de Sá                | Emilio Rodríguez             | Manuel Rodríguez          |
| 1953-1954 Non disputé                                         |                              |                              |                           |
| 1955                                                          | José Manuel Ribeiro da Silva | Sousa Santos Sr.             | Alves Barbosa             |
| 1956                                                          | Alves Barbosa                | José Manuel Ribeiro da Silva | João Marcelino            |
| 1957                                                          | José Manuel Ribeiro da Silva | Sousa Santos Sr.             | Agostinho Ferreira        |
| 1958                                                          | Alves Barbosa                | José Carlos Sousa Cardoso    | Aquiles Dos Santos        |
| 1959                                                          | Carlos Carvalho              | Jorge Corvo                  | Sousa Santos Sr.          |
| 1960                                                          | José Carlos Sousa Cardoso    | Antonino Baptista            | Antonio Gómez del Moral   |
| 1961                                                          | Mário Silva                  | Augusto Marcaletti           | Alberto Carvalho          |
| 1962                                                          | José Pacheco                 | Peixoto Alves                | Jorge Corvo               |
| 1963                                                          | João Roque                   | Jorge Corvo                  | Peixoto Alves             |
| 1964                                                          | Joaquim Leão                 | Jorge Corvo                  | João Roque                |
| 1965                                                          | Peixoto Alves                | João Roque                   | Mário Silva               |
| 1966                                                          | Francisco Valada             | Peixoto Alves                | Sérgio Páscoa             |
| 1967                                                          | Antoon Houbrechts            | João Roque                   | Manuel Correia            |
| 1968                                                          | Américo Silva                | Joaquim Agostinho            | Leonel Miranda            |
| 1969                                                          | Joaquim Andrade              | Fernando Mendes              | Mário Silva               |
| 1970                                                          | Joaquim Agostinho            | Firmino Bernardino           | José Florencio            |
| 1971                                                          | Joaquim Agostinho            | Alain Santy                  | Firmino Bernardino        |
| 1972                                                          | Joaquim Agostinho            | José Martins                 | José Luis Galdamez        |
| 1973                                                          | Jesús Manzaneque             | Fernando Mendes              | José Martins              |
| 1974                                                          | Fernando Mendes              | Dinis Alves da Silva         | Antonio Lopes Martins     |
| 1975 Non disputé en raison du PREC                            |                              |                              |                           |
| 1976                                                          | Firmino Bernardino           | António Fernandes            | Floriano Mendes           |
| 1977                                                          | Adelino Teixeira             | Joaquim Sousa Santos         | Joaquim Andrade           |
| 1978                                                          | Belmiro Silva                | Armindo Lúcio                | Adelino Teixeira          |
| 1979                                                          | Joaquim Sousa Santos         | Belmiro Silva                | Fernando Fernandes        |
| 1980                                                          | Francisco Alves Miranda      | Luís Vargues                 | Belmiro Silva             |
| 1981                                                          | Manuel Zeferino              | Venceslau Fernandes          | Fernando Fernandes        |
| 1982                                                          | Marco Chagas                 | Adelino Teixeira             | Manuel Zeferino           |
| 1983                                                          | Marco Chagas                 | António Pinto                | Belmiro Silva             |
| 1984                                                          | Venceslau Fernandes          | Manuel Zeferino              | Manuel Cunha              |
| 1985                                                          | Marco Chagas                 | Eduardo Correia              | Venceslau Fernandes       |
| 1986                                                          | Marco Chagas                 | Benedicto Ferreira           | António Pinto             |
| 1987                                                          | Manuel Cunha                 | Manuel Neves                 | Fernando Fernandes        |
| 1988                                                          | Cayn Theakston               | Jorge Silva                  | Joaquim Gomes             |
| 1989                                                          | Joaquim Gomes                | Cássio Freitas               | António Alves             |
| 1990                                                          | Fernando Carvalho            | Joaquim Gomes                | Jorge Silva               |
| 1991                                                          | Jorge Silva                  | Orlando Rodrigues            | Vicente Ridaura           |
| 1992                                                          | Cássio Freitas               | Quintino Rodrigues           | Manuel Luis Abreu Campos  |
| 1993                                                          | Joaquim Gomes                | Vítor Gamito                 | Luis Espinosa             |
| 1994                                                          | Orlando Rodrigues            | Vítor Gamito                 | Joaquim Gomes             |
| 1995                                                          | Orlando Rodrigues            | Quintino Rodrigues           | Delmino Pereira           |
| 1996                                                          | Massimiliano Lelli           | Vítor Gamito                 | Manuel Luis Abreu Campos  |
| 1997                                                          | Zenon Jaskuła                | Wladimir Belli               | Joaquim Gomes             |
| 1998                                                          | Marco Serpellini             | Orlando Rodrigues            | Wladimir Belli            |
| 1999                                                          | David Plaza                  | Vítor Gamito                 | Melchor Mauri             |
| 2000                                                          | Vítor Gamito                 | Claus Michael Møller         | Andrei Zintchenko         |
| 2001                                                          | Fabian Jeker                 | Andrei Zintchenko            | Juan Miguel Mercado       |
| 2002                                                          | Claus Michael Møller         | Joan Horrach                 | Rui Sousa                 |
| 2003                                                          | Nuno Ribeiro                 | Claus Michael Møller         | Rui Lavarinhas            |
| 2004                                                          | David Bernabéu               | David Arroyo                 | Nuno Ribeiro              |
| 2005                                                          | Vladimir Efimkin             | Cândido Barbosa              | Adolfo García Quesada     |
| 2006                                                          | David Blanco                 | Héctor Guerra                | Cândido Barbosa           |
| 2007                                                          | Xavier Tondo                 | Cândido Barbosa              | Héctor Guerra             |
| 2008                                                          | David Blanco                 | Héctor Guerra                | Rubén Plaza               |
| 2009                                                          | David Blanco                 | David Bernabéu               | Rubén Plaza               |
| 2010                                                          | David Blanco                 | David Bernabéu               | Sergio Pardilla           |
| 2011                                                          | Ricardo Mestre               | André Cardoso                | Rui Sousa                 |
| 2012                                                          | David Blanco                 | Hugo Sabido                  | Rui Sousa                 |
| 2013                                                          | Alejandro Marque             | Gustavo César Veloso         | Rui Sousa                 |
| 2014                                                          | Gustavo César Veloso         | Rui Sousa                    | Delio Fernández           |
| 2015                                                          | Gustavo César Veloso         | Joni Brandão                 | Alejandro Marque          |
| 2016                                                          | Rui Vinhas                   | Gustavo César Veloso         | Daniel Silva              |
| 2017                                                          | Raúl Alarcón Amaro Antunes   | Vicente García de Mateos     | Rinaldo Nocentini         |
| 2018                                                          | Raúl Alarcón Joni Brandão    | Vicente García de Mateos     | Edgar Pinto               |
| 2019                                                          | João Rodrigues               | Joni Brandão                 | Gustavo César Veloso      |
| 2020                                                          | Amaro Antunes                | Gustavo César Veloso         | Frederico Figueiredo      |
| 2021                                                          | Amaro Antunes                | Mauricio Moreira             | Alejandro Marque          |
| 2022                                                          | Mauricio Moreira             | Frederico Figueiredo         | António Carvalho          |
| 2023                                                          | Colin Stüssi                 | Txomin Juaristi              | António Carvalho          |
| 2024                                                          | Artem Nych                   | Colin Stüssi                 | Abner González            |
| 2025                                                          | Artem Nych                   | Alexis Guérin                | Byron Munton              |

## Les principaux records
| Coureurs             | Victoires |
| -------------------- | --------- |
| David Blanco         | 5         |
| Marco Chagas         | 4         |
| Amaro Antunes        | 3         |
| Alves Barbosa        | 3         |
| Joaquim Agostinho    | 3         |
| Alfredo Trindade     | 2         |
| Dias dos Santos      | 2         |
| Gustavo César Veloso | 2         |
| Joaquim Gomes        | 2         |
| José Albuquerque     | 2         |
| José Maria Nicolau   | 2         |
| José Martins         | 2         |
| Orlando Rodrigues    | 2         |
| Ribeiro da Silva     | 2         |
| Artem Nych           | 2         |

| Pays        | Victoires |
| ----------- | --------- |
| Portugal    | 61        |
| Espagne     | 12        |
| Russie      | 3         |
| Italie      | 2         |
| Suisse      | 2         |
| Belgique    | 1         |
| Royaume-Uni | 1         |
| Brésil      | 1         |
| Pologne     | 1         |
| Danemark    | 1         |
| Uruguay     | 1         |